# Cryptolestes pubescens
Cryptolestes pubescens är en skalbaggsart som först beskrevs av Thomas Casey 1884.  Cryptolestes pubescens ingår i släktet Cryptolestes och familjen ritsplattbaggar. Inga underarter finns listade i Catalogue of Life.